# Cupelopagis vorax
Cupelopagis vorax ist die einzige Art der Gattung Cupelopagis aus dem Stamm der Rädertierchen (Rotatoria).

## Beschreibung
Die Tiere werden 600 bis 1000 µm lang und besitzen einen Kauapparat wie Collotheca. Die Fangkrone hat jedoch keine Wimpern, sodass ein großer, glattrandiger und einschlagbarer Fangtrichter entsteht. Der Fuß ist bauchwärts verlagert und in eine Haftscheibe umgewandelt. Der Rumpf der Weibchen ist blasig aufgetrieben und die Muskulatur mächtig entwickelt.
Die Tiere fangen mit dem Trichter massenhaft Algen, Fadenwürmer und Protozoen. Danach wird der Mundsaum umgeschlagen und der Trichter zusammengeklappt.

## Verbreitung
Die Tiere sitzen waagerecht an Blättern von Seerosen oder Wasserpest.